# Közönséges lágybogár
A közönséges lágybogár (Cantharis fusca) egy gyakori európai bogárfaj, amely mezőgazdasági szempontból hasznos, hiszen mind lárvaként, mind kifejlett állapotban kártevőket fogyaszt. A Kárpát-medencében az Alföldön és a hegyvidékeken egyaránt megtalálható.

## Megjelenése
A karcsú, hosszúkás alkatú bogár kifejlett állapotban 12-17 milliméter hosszú. Előtora és a potroha narancsvörös, bár az előbbin fekete folt látható. A bogár feje, hosszú, vékony lábai és puha szárnyfedői is feketék, hasonlóan a szőrös, féregszerű lárvák színezetéhez. A kifejlett állat nagyon hasonlít a suszterbogárra (Cantharis rustica, nem összekeverendő a verőköltő bodobáccsal).

## Életciklusa

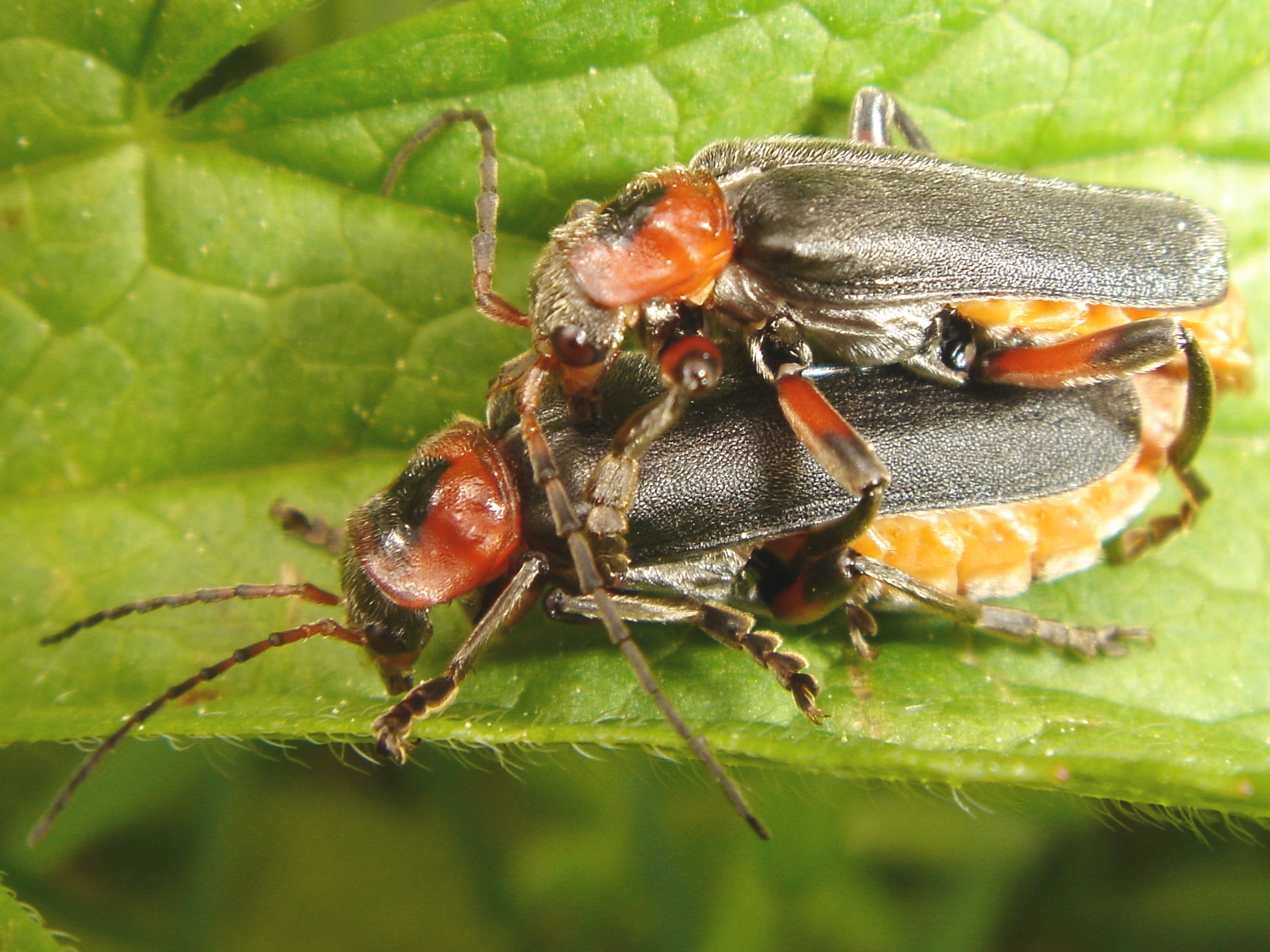
Párzó lágybogarak (Cantharis fusca)

A közönséges lágybogár teljes átalakulással fejlődik. Az imágók április vége és június között rajzanak, ezt követően rakják le petéiket. A kikelő lárvák a kifejlett állatokhoz hasonlóan ízeltlábúakkal és egyéb apró állatokkal táplálkoznak (más lárvák, férgek, levéltetvek), a talajon rothadó növényzetben, avarban vadásznak. A telet elrejtőzve töltik valamilyen repedésben vagy lyukban. Az olvadás gyakran tömegesen mossa ki a lárvákat búvóhelyeikről, innen ered népies nevük: hóféreg. A rózsaszín bábok végül a talajban kelnek ki. A kifejlett állatok napsütéses időben előszeretettel sütkéreznek virágokon és fákon. Jól repülnek.

## Külső hivatkozások
- Cerberus.elte Taxonómia
- Élet és Tudomány